# Chancelier de la Reine
Un des grands officiers de la Maison de la Reine.

## Attributions
Il garde son sceau particulier pour donner toutes les provisions des offices de sa maison, et les commissions et mandements nécessaires pour son service. Il préside au conseil de la reine. Celui-ci est composé du chancelier, du surintendant des finances, des gens du Conseil, des secrétaires des commandements, maison et finances, du procureur général et de l'avocat général, des secrétaires du conseil et autres officiers.

## Chronologie des Chanceliers et Gardes des Sceaux de la Reine de France

### Jeanne II de Bourgogne
- Pierre Bertrand, chancelier de Jeanne II de Bourgogne, femme du roi Philippe V Le Long  (1319), son exécuteur testamentaire[1].

### Isabeau de Bavière
- 'Messire Jean de Nielle chevalier, maître Robert le Maçon, & maître Robert Carteau, furent ses chanceliers en divers tems', chanceliers de la Reine Isabeau de Bavière, femme de Charles VI[1]. Le registre de mai 1413, parlant de Bonne d'Armaignac, femme du sieur de Montauban, l'appelle cousine 6* chanceliere de la reine[2].

### Anne de Bretagne
- Gabriel Miron (de la Famille Miron), chancelier de la reine Anne de Bretagne et premier médecin. Il a signé le contrat de la reine, le 1er janvier 1499, avec le roi Louis XII[3],[4]

### Claude de France
- Gabriel Miron (de la Famille Miron), chancelier de la reine Claude de France et premier médecin; il écrivit un livre intitulé : de Regimine infantium tractatus tres[3],[4].

### Eléonore d'Autriche
- Pierre Séguier, avocat-général de la Cour des Aides, chancelier de la reine Eléonore d'Autriche en 1535, seconde femme de François Ier.[5]

### Catherine de Médicis
- Martin de Beaune chancelier de la reine Catherine de Médicis, évêque du Puy, abbé de Royaumont, mort en 1565[6].

### Marie de Médicis
- Nicolas III Potier de Blancmesnil de 1605 à 1620, chancelier de la Reine Marie de Médicis[7].
- Claude de Bullion 1625[8]
- Nicolas Chevalier[9] vers 1628 à 1630.

### Anne d'Autriche
- Claude de Bullion 1612[10], 1619[11].
- Nicolas de Bailleul, baron de Châteaugontier, chancelier de la reine Anne d'Autriche en 1627. Il fut Président du Parlement, Surintendant des finances, Maître des Requêtes en 1616, Ambassadeur en Savoie. Il mourut en 1652 [6].
- Gaspard de Fieubet[12],[13].

### Marie-Thérèse d'Autriche
- Gaspard de Fieubet, seigneur de Ligny, conseiller au Parlement de Toulouse fut chancelier de la reine Marie -thérèse d'Autriche[14].

### Marie Leszczyńska
- Marquis de Breteuil. 'Du tems de M. le marquis de Breteuil, commandeur des ordres du Roi, & ministre & secrétaire d'état au département de la guerre, qui fut chancelier de la Reine Marie Leszczyńska depuis le 18 mai 1725, jusqu'à son décès arrivé le 7 janvier 1743, on se servoit de cire jaune pour le sceau de la reine, quoique l'ancien usage cût toûjours été de sceller de ce sceau en cire rouge. M. le comte de S. Florentin, commandeur des ordres du Roi, ministre & secrétaire d'état, qui a succédé à M. de Breteuil en la dignité & office de chancelier de la Reine, qu'il possède encore actuellement, a rétabli l'ancien usage de sceller en cire rouge.' [2]

### Marie Antoinette d'Autriche
- Antoine-René de Voyer de Paulmy d'Argenson devient chancelier de la reine Marie-Antoinette. En sa qualité de chancelier de la Reine, le marquis de Paulmy avait droit à un traitement de 7.000 livres; mais ce traitement était payé fort irrégulièrement. En 1779, il y avait trois années qu'il n'avait rien reçu de ce chef[15].